# Forepark (stacja metra)
Forepark – stacja metra w Rotterdamie, położona na linii  E (niebieskiej). Została otwarta 3 września 2007. Stacja znajduje się w Hadze, w dzielnicy Leidschenveen-Ypenburg i jest również stacją w systemie kolei RandstadRail, łączącej Rotterdam z Hagą.